# Ulrich Finsterwalder (Schiff)
Die Ulrich Finsterwalder war ein deutsches Betonschiff, das als Tanker für die Hochseeschifffahrt gebaut wurde. In flachem Wasser auf Grund gesetzt, befindet sich das Schiffswrack heute am Nordende des Dammschen Sees (polnisch Dąbie).

## Geschichte
Etwa ab dem Jahr 1940 konnten durch den Einsatz der Zeiss-Dywidag-Schalenbauweise, des Vorläufers von Spritzbeton, wirtschaftlich in Serie Betonschiffe gefertigt werden. Ein Interesse an derartig kostengünstigen und schnell zu bauenden Schiffen bekundeten das Oberkommando der Marine, aber auch zivile Abnehmer, zum Beispiel Ölgesellschaften und Reedereien. Zur Umsetzung eines entsprechenden Bauprogramms veranlasste Erich Lübbert in seiner Eigenschaft als persönlich haftender Gesellschafter der Dyckerhoff & Widmann KG die Gründung zweier Unternehmen: zum einen der Werft Schalenschiffbau Dr. Erich Lübbert & Co. KG im pommerschen Rügenwalde (poln. Darłowo) und zum anderen der Reederei Deutsche Seeverkehr Erich Lübbert & Co. AG, Berlin-Wilmersdorf.
Das heißt, im Auftrag der Schalenschiffbau Dr. Erich Lübbert & Co. KG führte die Firma Dyckerhoff & Widmann die Konstruktion und den Bau der Betonrümpfe durch, und die Bereederung dieser Schiffe sollte durch die Deutsche Seeverkehr Dr. Erich Lübbert AG erfolgen. Zur Gewichtsreduzierung der Rümpfe entwickelte die Schalenschiffbau Dr. Erich Lübbert & Co. KG im Zusammenwirken mit der Vereinigten Ost- und Mitteldeutschen Zement AG einen neuartigen hochfesten Leichtbeton.
Der Bau des ersten Beton-Tankschiffes, das in Serie gebaut werden konnte, begann Anfang 1942 in Rügenwalde. Die Kiellegung des Schiffes, das den Namen seines Konstrukteurs Ulrich Finsterwalder tragen sollte, fand im April 1942 und der Stapellauf bereits im Juli 1942 statt. Anschließend wurde der Rumpf zur Stettiner Vulcan-Werft geschleppt, wo in einem Trockendock die Endausrüstung erfolgte. Diese dauerte in Folge des kriegsbedingten Material- und Arbeitskräftemangels 13 Monate.
Als 3400-t-Tanker für die Hochseeschifffahrt konzipiert, brachte es die Ulrich Finsterwalder auf rund 90 m Länge, 14 m Breite, 6,5 m Tiefgang, 7,9 m Seitenhöhe und mit einem 1200-PS-Dieselmotor auf 10,4 Knoten Fahrt. Die 50 m langen Tankräume befanden sich im Mittelschiff, dahinter waren der Pumpenraum und der Maschinenraum angeordnet, davor die Lasträume. Die Decksaufbauten wurden aus Stahl ausgeführt. Im ganzen Schiffskörper gab es weder Spanten noch Rippen. Der Schiffskörper enthielt 786 m³ Beton und 519 t Bewehrungseisen; er wog 2327 t und war mit 2947 BRT vermessen, hatte eine recht füllige Form und gewölbte Flächen, die dem Wasserdruck und dem Druck des Ladeguts besser standhalten sollten. Die Dicke der Schiffswand betrug 12 cm.
Das Schiff wurde für die Hydrierwerke Pölitz AG zum Transport von synthetischem Treibstoff gebaut. Die Probefahrt sollte ursprünglich zum Jahreswechsel 1943/44 erfolgen, verzögerte sich jedoch erheblich wegen kriegsbedingter Schwierigkeiten bei den Zulieferern. Am 30. April 1944, einen Tag vor der Probefahrt, wurde der Betontanker in der Vulcan-Werft während eines britischen Luftangriffes auf Stettin von einer 500-kg-Bombe getroffen, die das Deck und den Hochtank, der sich zusätzlich über den Betonbunkern befand, schwer beschädigte. Die Außenhaut und der Hauptverband blieben hingegen intakt. Innerhalb von sechs Wochen konnten die Schäden beseitigt werden.
Am 30. August 1944 folgte ein weiterer Angriff britischer Kampfflugzeuge. Dabei wurden die Decksaufbauten erneut stark beschädigt, woraufhin die Reederei das Schiff zur Reparatur in das zu dieser Zeit weniger luftgefährdete Swinemünde überführen ließ. Dort traf der Tanker am 17. November 1944 ein. In Ostswine, einem Arbeitervorort auf dem Ostufer der Swine und seit 1939 ein Stadtteil von Swinemünde, unterhielt Dyckerhoff & Widmann eine eigene Werft, wo von 1942 bis 1945 mehrere Binnengüterkähne in Serie und zehn bis elf Seeleichter aus Leichtbeton fertiggestellt wurden. Die Schäden an der Ulrich Finsterwalder konnten wegen des Kriegsverlaufes jedoch nicht mehr ausgebessert werden, sodass von dem Schiff keine Betriebserfahrungen vorliegen.
Bei dem Luftangriff auf Swinemünde am 12. März 1945 brachte die Druckwelle einer schweren Sprengbombe das Schiff zum Kentern. Es konnte jedoch mittels Lufttanks gehoben und leergepumpt werden, wobei der Rumpf erneut nur geringe Schäden aufwies. Am 30. April 1945, wenige Tage vor der sowjetischen Eroberung von Swinemünde, setzten bereits vorhandene Besatzungsmitglieder und Werftarbeiter das Wrack in der Peene südlich von Wolgast auf Grund. Angaben polnischer Forscher zufolge ließen die Sowjets das Schiff wieder heben und versenkten es in der Biegung der Kaiserfahrt, um damit die Fahrrinne nach Stettin zu blockieren. Nach der Übergabe des Stettiner Zipfels an die polnische Verwaltung wurde das Wrack abermals gehoben und einen Kilometer weiter in der Nähe des Jachthafens von Kaseburg (polnisch Karsibór) versenkt.
Im Juli 1970 hob ein Bergungsteam der Adolf-Warski-Werft erneut das Wrack. Zur vollständigen Demontage der noch vorhandenen Decksaufbauten wurde es nach Dabie (deutsch Altdamm) verbracht, wo der Betonrumpf als Schwimmbecken genutzt werden sollte. Das Projekt konnte jedoch aus technischen Gründen nicht umgesetzt werden. Etwa gegen Ende der 1970er Jahre wurde der verbliebene Rumpf an den nördlichen Rand des Dammschen Sees transportiert und an seiner heutigen Stelle etwa 50 m vom Ufer entfernt in flachem Wasser auf Grund gesetzt. Heute stellt das Wrack eine Touristenattraktion dar. Gelegentlich werden Konzerte organisiert, bei denen die Musiker auf dem Deck der Ulrich Finsterwalder spielen und das Publikum auf kleinen Booten um das Wrack herum sitzt.

## Schwesterschiffe
Auf diversen polnischen Internetseiten und in Blogs ist von einem Schwesterschiff namens Karl Finsterwalder und/oder Karl Westerwalder die Rede, das ebenfalls versenkt worden sein soll. So wurde um 1960 in der Pommerschen Bucht nordöstlich von Międzyzdroje (deutsch Misdroy) vor der Küste auf eine Tiefe von 10 m der Rumpf eines Betonschiffes versenkt und als Wrack gekennzeichnet (Lage). Dabei soll es sich, nach Angaben eines polnischen Hobby-Forschers, um den bei Kriegsende in Swinemünde durch Bombardierung versenkten Beton-Tanker Karl Finsterwalder handeln. In der deutschsprachigen Literatur und in Schiffsbüchern existieren keine Hinweise über ein gebautes oder geplantes Schiff mit diesem Namen. Auch anhand der Baunummern, oder der Veröffentlichungen von Ulrich Finsterwalder, dem Konstrukteur dieser Betontanker, oder mittels der umfangreichen Publikationen der Firma Dyckerhoff & Widmann über Betonschiffe, ist ein in Rügenwalde, Stettin oder Ostswine im Bau gewesenes Schwesterschiff nicht nachvollziehbar.
Nachweislich war jedoch der Bau von sechs weiteren Schiffsrümpfen des Typs bei der sich in deutschem Besitz befindlichen Werft Neptun AG in Warna am Schwarzen Meer (Bulgarien) geplant. Dies erfolgte im Auftrag der Deutschen Seeverkehr Dr. Erich Lübbert AG, die auch diese Schiffe bereedern sollte. Die Ausrüstung fand auf der Koralovag Bulgarische AG für Schiff-, Lok- und Waggonbau in Warna statt. Von den insgesamt sechs hier bestellten Schiffen wurden im Jahr 1944 die Baunummern 5 bis 7 annulliert und die Baunummern 2 bis 4 bis zum Rückzug der deutschen Wehrmacht nur zum Teil fertiggestellt. Diese unfertigen Schiffe gingen als Kriegsbeute in die Sowjetunion. Damit war die Geschichte des Betonschiffbaus in Warna allerdings nicht vorbei. Denn sofort nach Kriegsende nahmen die bulgarischen Werftarbeiter die Arbeit wieder auf und rüsteten 1945/46 für die Sowjetunion mindestens einen Tankerrumpf – und zwar mit der Baunummer 2 – vollständig aus, der als Tankschiff Rion in Fahrt kam.